# Pelophylax chosenicus
La Rana de Seúl (Pelophylax chosenicus) es un anfibio anuro de la familia Ranidae. Está muy relacionada con la especie P. plancyi de la que se consideró una subespecie durante mucho tiempo. Los adultos son de unos 6 cm de longitud, el dorso es verde brillante con manchas marrones claras, el vientre es amarillo-rojizo. El iris del ojo es dorado. La época de reproducción es desde mediados de mayo a junio.

## Distribución
En la península coreana provincias de Jeolla del Norte, Jeolla del Sur, Chungcheong del Sur, Gyeonggi, Hwanghae del Sur, P'yŏngan del Norte, P'yŏngan del Sur y posiblemente en Liaoning (China). Su hábitat es los estanques y arrozales. Se encuentra amanazada por pérdida de su hábitat. 

## Publicaciones originales
- Okada, 1928 : Frogs in Korea. Chosen Natural History Society Journal, vol. 6, p. 15-46.
- Okada, 1931 : The Tailless Batrachians of the Japanese Empire. Tokyo, Imperial Agricultural Experiment Station.